# Joci Pápai
József "Joci" Pápai (Tata, 22 september 1981) is een Hongaars zanger. Hij behoort tot de Roma.

## Biografie
Pápai startte zijn muzikale carrière in 2005 door deel te nemen aan een talentenjacht, evenwel zonder veel succes. Begin 2017 nam hij deel aan A Dal, de Hongaarse preselectie voor het Eurovisiesongfestival. Met het nummer Origo won hij de finale, waardoor hij zijn vaderland mocht vertegenwoordigen op het Eurovisiesongfestival 2017 in Kiev, Oekraïne. Hij was de eerste Romadeelnemer ooit op het festival. Pápai eindigde er op de achtste plaats.
Twee jaar later waagde hij opnieuw zijn kans in A Dal, ditmaal met het nummer Az én apám. Ook nu wist hij met de zegepalm aan de haal te gaan, waardoor hij mocht deelnemen aan het Eurovisiesongfestival 2019 in Tel Aviv, Israël. Hij werd twaalfde in de halve finale, niet genoeg om door te stoten naar de finale.
- Gemeinsame Normdatei: 135522196
- International Standard Name Identifier: 0000 0000 2273 1286
- MusicBrainz: d736bf00-633f-48d0-995f-0118e44de7a4
- Virtual International Authority File: 28291316
- WorldCat: E39PBJtcDBFdHxvq7XHbtRXw4q

1994: Friderika Bayer · 
1995: Csaba Szigeti · 
1997: VIP · 
1998: Charlie · 
2005: NOX · 
2007: Magdi Rúzsa · 
2008: Csézy · 
2009: Zoli Ádok · 
2011: Kati Wolf · 
2012: Compact Disco · 
2013: ByeAlex · 
2014: András Kállay-Saunders · 
2015: Boggie · 
2016: Freddie · 
2017: Joci Pápai · 
2018: AWS · 
2019: Joci Pápai